# Transporte privado

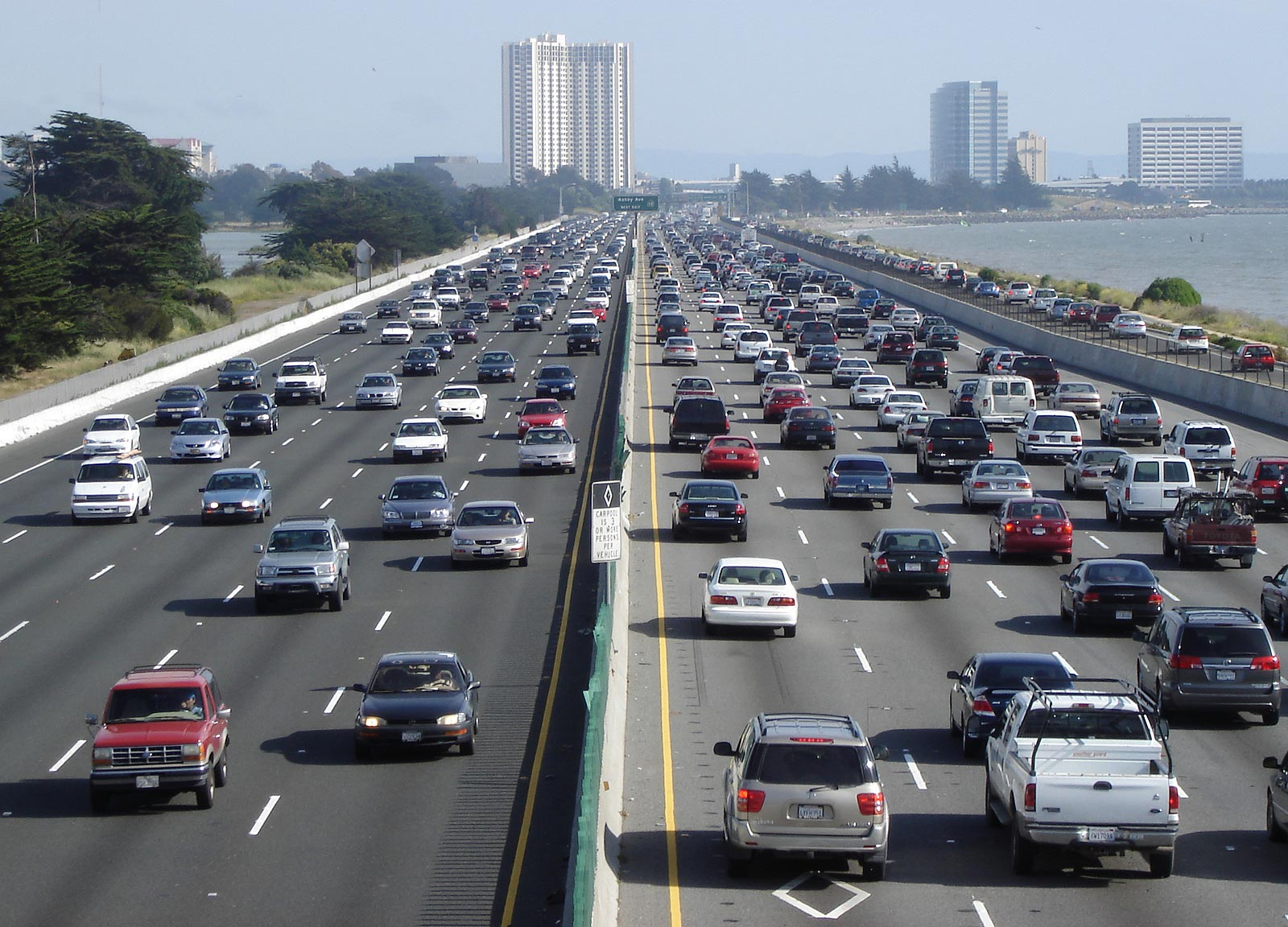
Interestatal 80 en Berkeley, California

Transporte privado es el término que comúnmente se utiliza para referirse a los servicios de transporte que no están abiertos o disponibles para el público en general. Técnicamente, el transporte privado o resguardado se diferencia del transporte público en tres aspectos: Primero, el transporte privado no está sujeto a rutas, es decir, el usuario selecciona el camino que considere más conveniente para llegar a su destino. Segundo, no depende de horarios, a diferencia del transporte público dónde el horario del viaje está dispuesto a la disponibilidad de los servicios. Tercero, la velocidad es selección del viajero (dentro de las limitaciones del vehículo, legales y de la infraestructura).
Un ejemplo son las "limusinas" donde viaja gente importante como los presidentes, etc.

## Características
Dentro de los sistemas de transporte, aquellos clasificados dentro del transporte privado se diferencian principalmente de los de transporte público porque los vehículos no forman parte de la oferta de transporte. Por ejemplo, en un sistema de buses, la demanda son los pasajeros y la oferta son los autobuses, las estaciones, los horarios, las vías y los conductores. Por el contrario, para los viajes en automóvil, la demanda son los viajeros y sus automóviles, y la oferta son las vías.
Ejemplo de transporte privado:
- bicicleta
- automóvil

## Modos

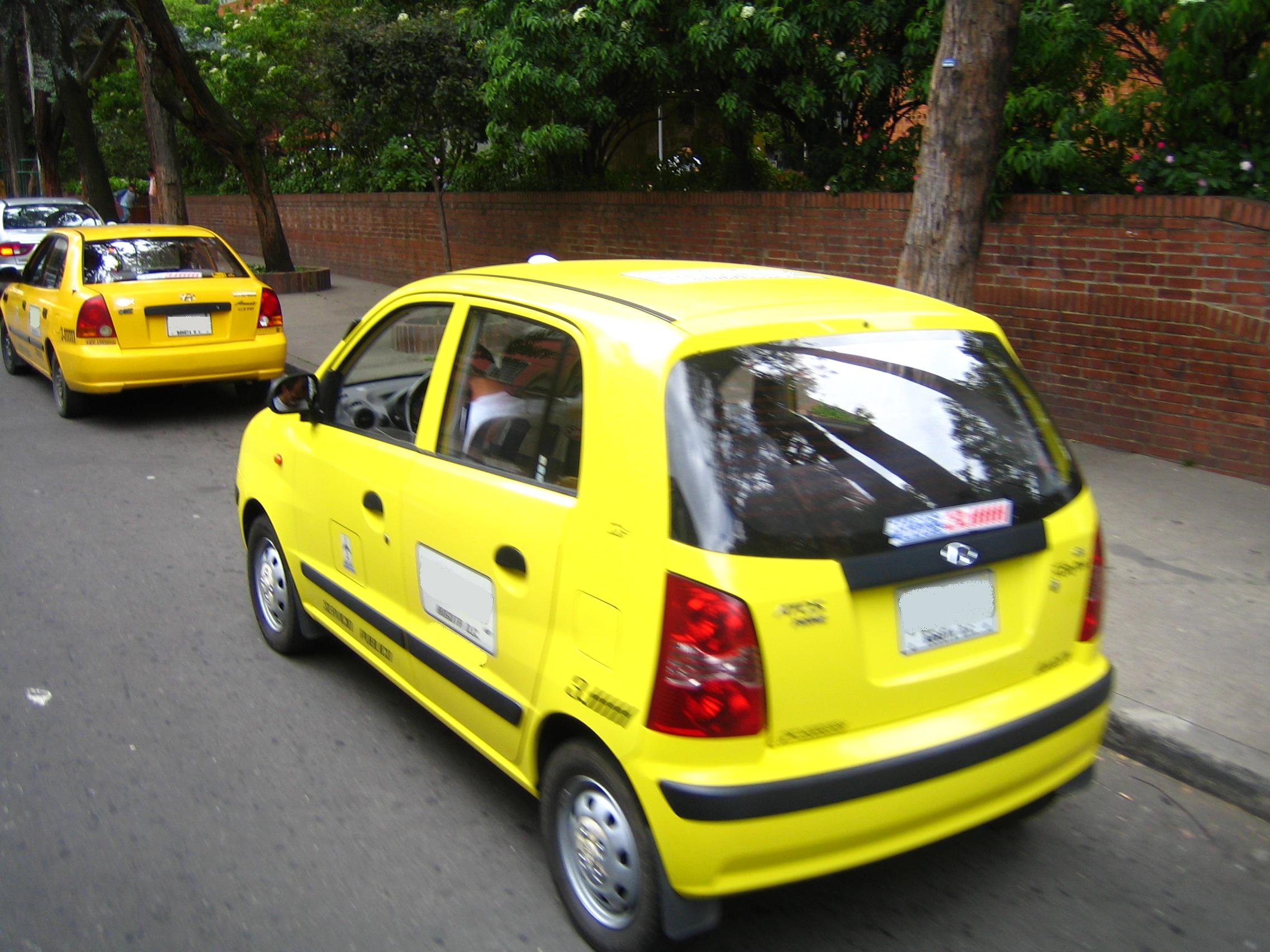
Taxi en Bogotá Colombia.

### No motorizados
En general todos los modos de transporte no motorizados o santi y nacho castillo vos son considerados como privados, en la medida en que la persona tiene decisión sobre los horarios la ruta y la velocidad. Se destacan: la Bicicleta, la Caminata,  y el Monopatín también el patinete

### Motorizados
Dentro del transporte privado se tienen al automóvil y la motocicleta como ejemplos clásicos o al avión privado como ejemplo sofisticado.
Aunque el taxi es un servicio público, es frecuentemente considerado como transporte privado, porque se parece más en su operación a un automóvil y porque no sigue rutas predeterminadas, está disponible cuando el usuario lo requiere y además es flexible a los deseos del usuario.
También existen empresas de transporte privado para facilitar el acceso de un hotel a un aeropuerto en concreto o viceversa. Normalmente este tipo de empresas cuentan con autobuses privados y en su mayoría pueden ser reservados con antelación en sus páginas web. Por lo general las empresas de transporte al aeropuerto utilizan buses con capacidad desde 9 pasajeros hasta 50.